# Новоодеський заказник
Новооде́ський — ландшафтний заказник місцевого значення в Україні. Розташований на території Новоодеського району Миколаївської області, у межах Новоодеської міської ради.
Площа — 20,7 га. Статус надано згідно з рішенням Миколаївської обласної ради від № 8 від 02.02.2013 року задля охорони зональних угруповань формацій.
Заказник розташований на півночі міста Нова Одеса у балці Ниршина неподалік Кургану Слави.